# Підволоч'є (Кічмензьке сільське поселення)
Підволо́ч'є (рос. Подволочье) — присілок у складі Кічменгсько-Городецького району Вологодської області, Росія. Входить до складу Кічмензького сільського поселення.

## Населення
Населення — 32 особи (2010; 49 у 2002).
Національний склад (станом на 2002 рік):
- росіяни — 98 %